# شبكة فقاعات الصيد

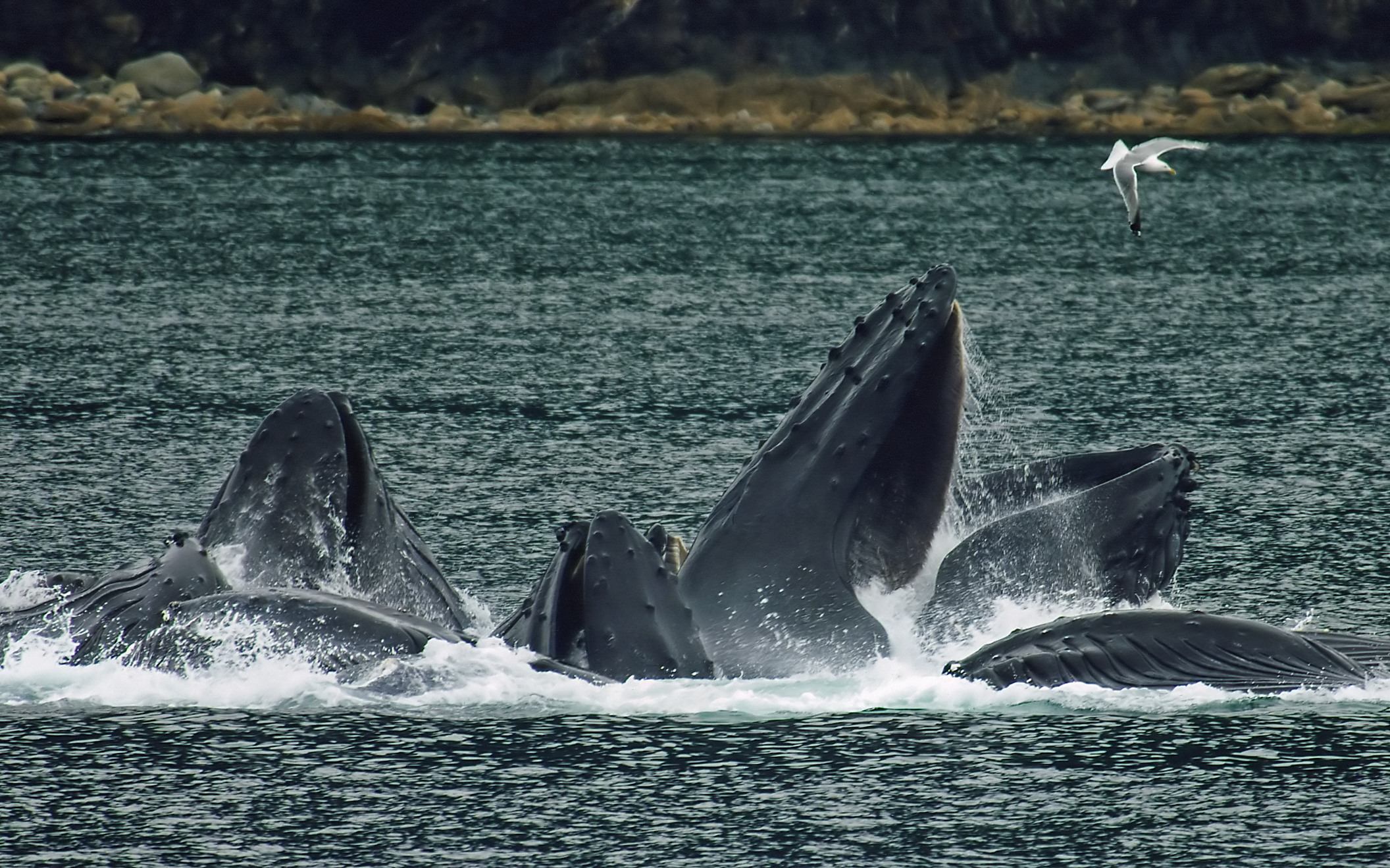
مجموعة من الحيتان تصطاد الأسماك بطريقة شبكة الفقاعات للصيد قرب مدينة جونو في ألاسكا.

شبكة فقاعات الصيد هي طريقة فريدة ومعقدة للحصول على الغذاء ويشترك به كلاً من الحيتان الحدباء وحيتان برايد في خليج توسا في اليابان. يُعرف بأن الحيتان الحدباء تشترك بهذا النوع من التغذية حيث أنها إحدى طرق التغذية على سطح الماء. وتتم هذه التغذية ضمن مجموعات تتراوح من حوتين أو ثلاثة على الأقل إلى ستين حوتاً مشتركاً في آنٍ واحد. تؤدي الحيتان طريقة مشابهة للتغذية على سطح الماء تسمى بالتغذية الاندفاعية ولكنّها تتم بصورة فردية.
تعد الحيتان الحدباء من الحيوانات المهاجرة فهي لا تأكل إلا خلال نصف العام. وعادةً ما تقضي الحيتان أشهر الصيف (من شهر مايو إلى شهر سبتمبر) في مناطق الغذاء حيث أنها تتميز بمياه أبرد وتعود إليها الحيتان كل عام. وثقت تلك العملية في مناطق مثل جنوب شرق ألاسكا وساحل القارة القطبية الجنوبية. وتقضي الحيتان النصف الآخر من العام في مناطق تكاثرها حيث أنها لا تأكل في هذه الفترة إطلاقاً. أما بالنسبة لموسم تغذيتها فتأكل الحيتان لمدة اثنتان وعشرون ساعة يومياً وذلك لتخزن احتياطها الكافي من الدهون للبقاء على قيد الحياة خلال موسم تكاثرها.

## نبذة

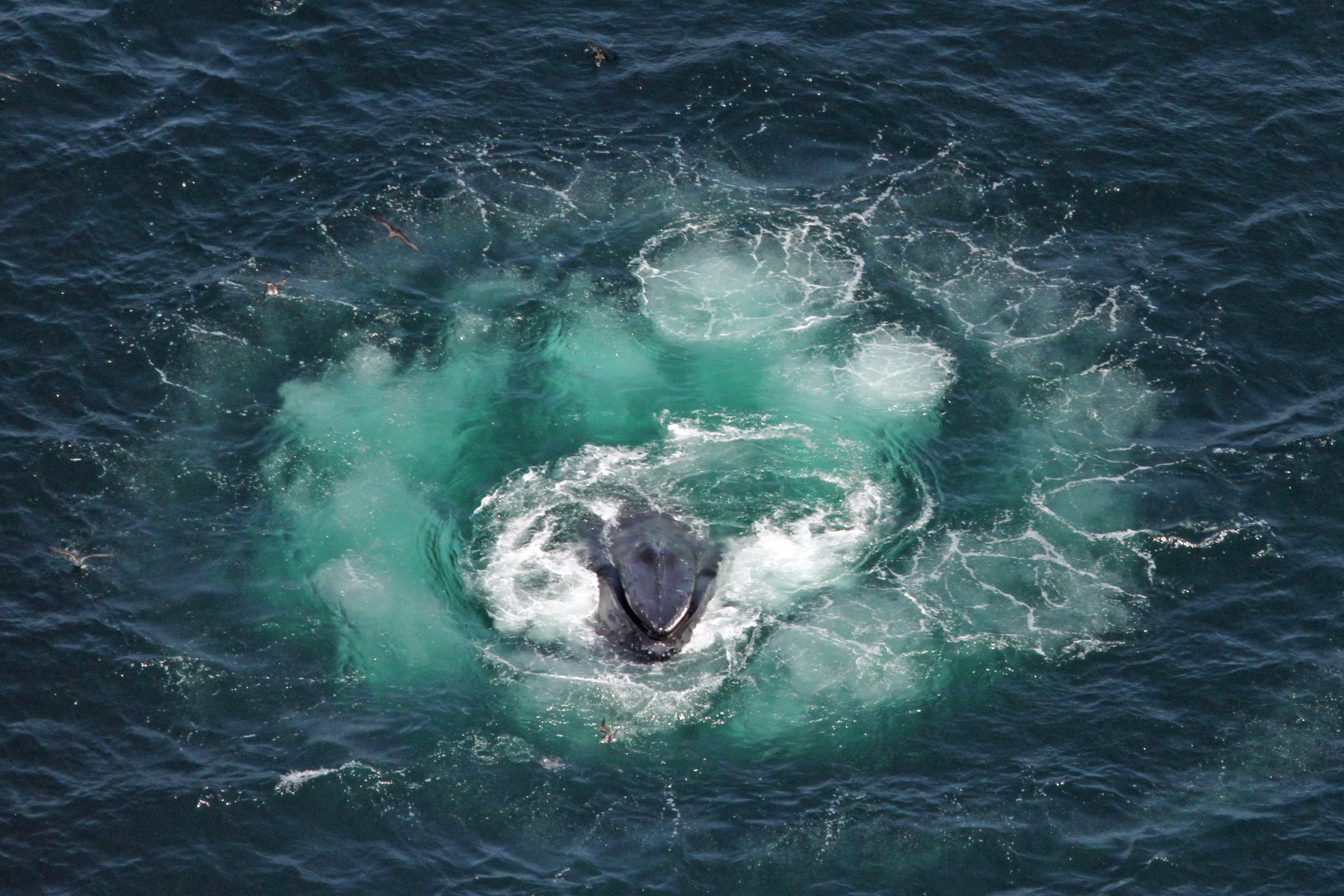
تتدافع مجموعة من الحيتان الحدباء وسط دوامة شبكة فقاعات.

تتم شبكة فقاعات الصيد بتعاون مجموعة من الحيتان الحدباء للحصول على غذائها وتلك الطريقة مكتسبة وليست فطرية. أوضحت بعض الدراسات أن هناك عدد من حيتان الحدباء لا تمتلك القدرة على صنع شبكة الفقاعات للصيد إذ ظهر بعد مراقبة أن هناك مجموعات من الحيتان تعرف كيف تصنعها ومجموعات أخرى لا تعرف ولكن ينبغي عليها أن تتعلمها لكي تصطاد وتعيش. تُطلق الحيتان أصوات كما يسمى بالموار لتتواصل بين بعضها البعض حتى تصنع شبكة الفقاعات بكفاءة وفعالية ليحصلوا على غذائهم. بينما تدور الحيتان حول مجموعة من الأسماك الصغيرة كالسالمون أو الكريل أو الرنجة، تستخدم الحيتان جهد جماعي كي تُضلّل وتحبس الأسماك داخل شبكة الفقاعات. وعادةً ما يبدأ أحد الحيتان بالزفير من فتحة النفث على مجموعة الأسماك تحت سطح الماء مباشرة لبدء العملية. وتبدأ الحيتان الأخرى بالنفث لصنع الفقاعات مع الاستمرار بحبس فرائسها في دائرة ضيّقة أثناء إحاطة شبكة الفقاعات بالأسماك لتمنعها من الهرب، ويتراوح قطر الشبكة من ثلاثة أمتار إلى ثلاثين متراً. وبينما تحيط الحيتان بالأسماك يصدر أحد الحيتان صوتاً ليُعلم الحيتان الأخرى بفرائسهم فتسبح الحيتان إلى الأعلى بأفواهٍ مفتوحة ليلتهموا مجموعة الأسماك المحاصرة. أثناء سباحة الحيتان على السطح، تستطيع الحيتان ابتلاع حتى 15000 جالون من ماء البحر لأنها تستخدم الصفائح البالينية لتصفية الماء حتى تحصل على أكبر قدر ممكن من الأسماك التي تحتاجها. ولدى الحيتان الحدباء 14 إلى 35 تجويف (الطيات الجوفية) في البلعوم ممتدة من اعلى الرقبة إلى السرّة. حيث تساعد هذه الطيات الجوفية بتمدد الفم. وعندما تلتقم الحيتان، تدفع الصفائح البالينية الماء لكي تبتلع الحيتان الأسماك. وتُعد الأسماك التي تبتلعها مصدر ماء بالنسبة لهم. فصناعة شبكة الفقاعات هي طريقة متقدمة وضرورية للتغذي حيث طورتها الحيتان الحدباء لإطعام عدة حيتان في آنٍ واحد.
الحيتان الحدباء هي مخلوقات منفردة حيث أنها لا تتغذّى دائماً في جماعات كبيرة. بالإضافة إلى أنها قادرة على تأدية طريقة مشابهة للتغذية على سطح الماء ولكن تسمى بالتغذية الاندفاعية فتتم هذه التغذية بغوص الحوت إلى أسفل مجموعة الأسماك ثم يرتفع إلى السطح بفمٍ مفتوح. وحين يصل الحوت إلى السطح سيبتلع الأسماك ويفصلها عن ماء البحر ويدفع الماء الفائض.

## النظريات
أثار هذا النوع من التغذية - حيث تُعد نادرة وفريدة للحيتان الحدباء - اهتمام الكثير، إذ تساءلوا عن طريقة محاصرة الأسماك داخل شبكة الفقاعات. فقد توصلت إحدى الدراسات بأن صوت زفير الحيتان هو الذي يحاصر الأسماك إذ يُعتقد بأنه لا يوجد صوت داخل دائرة شبكة الفقاعات، ولكن خارجها فالصوت عالي الشدة مما يجعل هروب الأسماك شبه مستحيل.
وهناك أيضا العديد من النظريات حول استخدام الحيتان الحدباء لشبكة الفقاعات كطريقة للحصول على غذائهم. وسُجل أول توثيق لهذه العملية للحصول على الغذاء في عام 1929 ميلادي في بحر النرويج إذ أنهم توقعوا بأنه طريقة للعب بين الحيتان وهو يُعد أحد أشكال التواصل الاجتماعي. من الأسباب التي جعلت الحيتان تتجه لهذه العملية هي التغير في العوامل البيئية على مدار الأعوام. وأشهر النظريات لسبب وجود شبكة فقاعات الصيد هي الصيد والتغذي للبقاء على قيد الحياة. حيث يُعتقد أن الحيتان طورت هذه الطريقة حتى يتغذّى أكبر عدد ممكن منها في وقت قصير وذلك بعد أن كانت على وشك الانقراض.

## النظام الغذائي
لدى الحيتان الحدباء بلعوم عمودي بحجم الليمون الهندي (جريبفروت) تقريباً، مما يعني أنها لا تستطيع ابتلاع أي شيء أكبر من ذلك. والحيتان الحدباء هي حيوانات آكلة للحوم فهي تتغذى على الأسماك الصغيرة مثل الكريل وسمك السالمون الصغير بالإضافة إلى سمك الرنجة. وتُعد الحيتان الحدباء حيتان بالينية مما يعني أنه ليس لها أسنان لذا هي تبتلع الفريسة مباشرة. بالإضافة إلى أن لديها تجاويف عمودية تمتد على طول أجسادها لذلك هي تستطيع الاحتفاظ بكميات كبيرة من الماء والأسماك في آن واحد. وتتناول غذائها مدة تصل إلى اثنان وعشرون ساعة في اليوم وتتناول من 4400 إلى 5500 رطل من الغذاء يومياُ. فيحدث موسم الغذاء بالنسبة للحيتان الحدباء خلال أشهر الصيف أما بالنسبة للشتاء فهي تعيش على الدهون التي خزنتها في جسدها. فهي لا تتغذى في المناطق ذات المياه الدافئة مثل هاواي والمكسيك لأنها تُعتبر مواطن غير ملائمة للأسماك التي تستهلكها. أما في المناطق ذات المياه الباردة مثل جنوب شرق ألاسكا فهي تعُج بالأسماك مما يجعله المكان الأول لقدوم الحيتان الحدباء واصطيادها لفرائسها خلال موسم تناولها لغذائها.

## البيئة
لا تحدث طريقة الصيد بشبكة الفقاعات في كل مكان. إذ ينتج عن مياه ألاسكا الباردة والتعرض لأشعة الشمس خلال فصل الصيف غذاءً لحيتان الحدباء. حيث تحتوي مناطق كالقارة القطبية الجنوبية (إنتاركنيكا) وشمال المحيط الهادئ على تنوع الأنظمة البيئية البحرية مما يوفر فرص لحصول الحيتان الحدباء على غذائها. وعلى سبيل المثال فإن جنوب شرق ألاسكا موطن الأنهار الجليدية الساحلية التي توفر مصادر غذائية بالنسبة للأسماك الصغيرة (الفرائس الحيتان الحدباء). أما بالنسبة للمناطق ذات المياه الدافئة مثل المكسيك وهاواي - حيث تتوجه إليها الحيتان للتكاثر - لا توفر بيئة تجذب الأسماك الصغيرة مما يدفع الحيتان الحدباء إلى التغذّي على مخزونها للدهون الذي تناولته خلال موسم التغذية في المناطق ذات المياه الباردة.

## السياحة البيئية
أُدرجت الحيتان الحدباء ضمن قائمة الحيوانات المهددة بالانقراض منذ عام 1970 حتى أيلول من عام 2016 بسبب صيد الحيتان الهائل الذي حدث ولكن ارتفع عدد الحيتان بعد فرض قيود على صيدها والترويج للسياحة البيئية. وتكسب شركات السياحة التي توفر فرص مشاهدة الحيتان أرباح من نقل السياح إلى البحر حتى يلاحظوا طرق الحوت الأحدب في بيئته الطبيعية مما يساعد على ترويج المحافظة على البيئة. وفرض حرس السواحل (الأمريكي) قواعد صارمة حتى لا تعرقل السفن سلوك الحيتان الطبيعي. وكقاعدة عامة لا يسمح باقتراب القوارب أكثر من ثلاث مئة ياردة من الثدييات البحرية. يجب إيقاف محركات السفينة فوراً في حال اقتراب أحد الثدييات البحرية من السفينة حتى لا يتأثر سلوك الحيوان. فقد أصبحت شبكة فقاعات الصيد عنصر أساسي في صناعة السياحة، إذ أن مشاهدتها أمر يثير الاهتمام ويوفر فرص تعلم سلوك هذه الكائنات. يعتبر هذا السلوك نادر ولا يمكن التنبؤ به، فالمياه الغنية بالمواد المغذية التي توفر بيئة مناسبة لفرائس الحيتان غالباً ما يكون مجال الرؤية فيها غير جيدة. تُعتبر رؤية حلقة من الفقاعات على سطح الماء من مؤشرات حدوث عملية الصيد بشبكة الفقاعات بالإضافة إلى رؤية طيور تتحاشد فوق الحيتان بأمل أن يلتقط أحد الطيور من الأسماك الموجودة على السطح.
ظهرت بعض المخاوف نتيجة تأثير السياحة على الحيتان وبيئتها الطبيعية بالرغم من نجاح الحيتان الحدباء في التكاثر وخروجها من قائمة الحيوانات المهددة بالانقراض. وعن طريق نقل السياح إلى البحر لرؤية هذه الحيوانات قد يؤدي إلى عرقة الحيتان والتأثير السلبي على سلوكها. إذ نتج عن تواصل البشر مع الحيتان عن طريق السياحة بتغيرات سلوكية بالنسبة للحيتان بالإضافة إلى تغيّر طرق تغذيتها وأحد نتائج السياحة هو انتقال الحيتان لمواطن أخرى للحصول على غذائها. إضافة إلى ذلك، الضجيج الصادر من السفن يعرقل تواصل الحيتان الحدباء على بعضها البعض ويؤثر على قدرتها في صناعة شبكة الفقاعات للصيد.